# Perfluorbutansulfonsäure
Perfluorbutansulfonsäure (kurz PFBS, auch Nonaflinsäure) ist eine chemische Verbindung, die zu den Perfluorsulfonsäuren und folglich zu den per- und polyfluorierten Alkylverbindungen (PFAS) gehört. Die Salze und Ester der Perfluorbutansulfonsäure werden gleichermaßen als Nonaflate bezeichnet. Die Nonaflylgruppe wird dabei mit „Nf“ abgekürzt.

## Vorkommen
PFBS ist eine künstlich hergestellte Verbindung und kommt nicht natürlich vor.

## Eigenschaften
Die PFBS ist bei Raumtemperatur eine farblose Flüssigkeit mit der Dichte 1,811 g·cm−3. Die Besonderheit von PFBS liegt darin, dass die perfluorierte Gruppe gleichzeitig hydrophob und lipophob ist, die polare Gruppe dagegen hydrophil. Die perfluorierte Gruppe ist damit sowohl wasser- als auch schmutzabweisend.
Von PFBS gibt es theoretisch 4 Skelettisomere.

## Verwendung
PFBS ist ein Ersatzstoff von PFOS. Nachdem 3M die Herstellung von auf PFOS basierten Produkten im Jahr 2002 einstellte, wurden diese auf das kürzerkettige PFBS umformuliert, weil es eine geringere Halbwertszeit im Menschen aufweist und weniger toxisch ist.

## Gefahrenbeurteilung
PFBS ist recht gut wasserlöslich und dissoziiert vollständig in wässriger Umgebung. Sie adsorbiert nur geringfügig in Boden und Sedimenten, verbleibt also im Wasser. Dort ist PFBS persistent, da die Verbindung weder hydrolysiert, photolysiert, noch biologisch abgebaut wird. Die Toxizität gegenüber Vögeln, Fischen, Wirbellosen und Mikroorganismen hat sich als gering erwiesen.
2020 wurden die Perfluorbutansulfonsäure und ihre Salze in die Liste der für eine Zulassung in Frage kommenden besonders besorgniserregenden Stoffe (SVHC) aufgenommen.
| Name                                                                                         | CAS-Nr.     | EG-Nr.    |
| -------------------------------------------------------------------------------------------- | ----------- | --------- |
| Kaliumperfluorbutan-1-sulfonat                                                               | 29420-49-3  | 249-616-3 |
| Bis(4-tert-butylphenyl)iodoniumperfluorbutansulfonat                                         | 194999-85-4 | 432-660-4 |
| Tetrabutylphosphoniumperfluorbutan-1-sulfonat                                                | 220689-12-3 | 444-440-5 |
| Dimethyl(phenyl)sulfaniumperfluorbutansulfonat                                               | 220133-51-7 | 452-310-4 |
| Ammoniumperfluorbutan-1-sulfonat                                                             | 68259-10-9  | 269-513-7 |
| Triphenylsulfaniumperfluorbutansulfonat                                                      | 144317-44-2 | 478-340-8 |
| N,N,N-Triethylethanaminium-1,1,2,2,3,3,4,4,4-nonafluorbutan-1-sulfonat                       | 25628-08-4  |           |
| Magnesiumperfluorbutansulfonat                                                               | 507453-86-3 |           |
| Lithiumperfluorbutansulfonat                                                                 | 131651-65-5 |           |
| Morpholiniumperfluorbutansulfonat                                                            | 503155-89-3 |           |
| 1-(4-Butoxy-1-naphthalenyl)tetrahydrothiophenium-1,1,2,2,3,3,4,4,4-nonafluor-1-butansulfonat |             | 468-770-4 |

## Regulierung
In der EU sind die Höchstmengen von per- und polyfluorierten Alkylverbindungen (PFAS) im Trinkwasser über den Anhang I, Teil B der Richtlinie (EU) 2020/2184 (Trinkwasserrichtlinie) mit zwei verschiedenen Summen-Grenzwerten geregelt. Danach darf der Gesamtgehalt aller PFAS 0,5 μg/l, und die Summe der im Anhang III Teil B Nummer 3 genannten PFAS (PFAS-20), zu welchen auch Perfluorbutansulfonsäure gehört, 0,1 μg/l nicht überschreiten. Als Europäische Richtlinie ist die Richtlinie (EU) 2020/2184 allerdings nicht unmittelbar gültig, sondern muss jeweils in nationales Recht umgesetzt werden. In Deutschland wurde dies durch die Novellierung der Trinkwasserverordnung umgesetzt.